# L'Anneau fatal
 (juillet 2025).
Pour plus de détails, voir Fiche technique et Distribution.
L'Anneau fatal est un film muet français réalisé par Louis Feuillade et sorti en 1912.
Le film se compose de trois parties : 
- 1798 : Date de sortie : France : 15 septembre 1912
- 1830 : Date de sortie : France : 16 septembre 1912
- 1912 : Date de sortie : France : 17 septembre 1912

## Fiche technique
- Réalisation et scénario : Louis Feuillade
- Société de production : Société des Établissements L. Gaumont
- Pays de production : France
- Format : Muet - Noir et blanc - 1,33:1 - 35 mm
- Métrage : 907 m
- Durée : inconnue

## Distribution
- Jean Ayme
- Renée Carl : Elvire
- Jean Devalde
- Max Dhartigny : Robert de Lansargues
- Yvonne Mariaud : Charlotte Marcieux
- René Navarre : Lazare Loew
- Marthe Vinot : Laure Gerbier
- Maurice Vinot : Paul Sazerac